# بن یعقوب
بن یعقوب (به عربی: بن یعقوب) یک شهرداری در الجزایر است که در استان جلفه واقع شده‌است.